# Pero mitraria
Pero mitraria är en fjärilsart som beskrevs av Charles Oberthür 1912. Pero mitraria ingår i släktet Pero och familjen mätare. Inga underarter finns listade i Catalogue of Life.